# Надір Харуб
Надір Харуб (англ. Nadir Haroub, нар. 10 лютого 1982, Занзібар) — танзанійський футболіст, захисник клубу «Янг Афріканс».
Виступав, зокрема, за клуби «Малінді» та «Янг Афріканс», а також національну збірну Танзанії.

## Клубна кар'єра
У дорослому футболі дебютував 2005 року виступами за команду клубу «Малінді», в якій провів один сезон, взявши участь у 36 матчах чемпіонату. Більшість часу, проведеного у складі «Малінді», був основним гравцем захисту команди.
Своєю грою за цю команду привернув увагу представників тренерського штабу клубу «Янг Афріканс», до складу якого приєднався 2006 року. Відіграв за команду з Дар-ес-Салама наступні три сезони своєї ігрової кар'єри. Граючи у складі «Янг Афріканс» також здебільшого виходив на поле в основному складі команди.
Протягом 2009 року захищав кольори команди клубу «Ванкувер Вайткепс», а потім повернувся до «Янг Афріканс».

## Виступи за збірну
У 2006 році дебютував в офіційних матчах у складі національної збірної Танзанії.